# 愛麗速子
愛麗速子（日語：アグネスタキオン），是日本純種競賽馬匹。生涯活躍於中距離賽事，以無敗姿態奪得皋月賞後因傷退役。由於其於生涯僅有的四戰中均表現出絕對的統治力及戰勝同世代的其他強敵，因而於當時被認爲若非傷患退役，其將大機會奪得經典三冠，更被冠以「幻之三冠馬」的名號。

## 出賽前
1998年4月13日出生於北海道千歲市社台牧場，由其母系之馬主渡邊孝男直接擁有。
其後交由栗東訓練中心練馬師長濱博之訓練。

## 競賽生涯

### 3歲（現2歲）
2000年12月2日出戰阪神競馬場3歲新馬戰，雖然作爲本年度東京優駿（日本打吡）冠軍愛麗航程之半弟而受到關注，但由於訓練中未有顯著表現而僅獲第三人氣。比賽開始後，其於較後位置追走，通過第二彎道後其開始加速爬升，於直路上成功跑出後600米33.8秒的驚人末腳，拋離第二的Rebroadcast3 1/2馬位取首勝利。
其後出戰三級賽短波電台盃三歲錦標，僅次於大洋船獲得第二人氣。比賽開始後，其繼續選擇於中團靠後位置追走，比賽途中雖然以緩慢的節奏推進，但通過第三彎道後就開始發力。進入直路後，即使本場比賽其持續由第三彎道開始加速，但其仍由餘力開啟二段衝刺，於跑出全場最快末腳下以2分0.8秒破紀錄的成績奪得首個分級賽冠軍。順帶一提，本次比賽第二名爲日後之東京優駿及日本盃冠軍森林寶穴，第三名則爲日後之NHK一哩賽及日本盃泥地大賽冠軍大洋船，而愛麗速子以近乎無敵的姿態戰勝此等強力，足以彰顯其於賽事中的統治力。

### 3歲[a]
2001年首戰爲彌生賞，由於衆多馬匹因愛麗速子的出走而紛紛避戰，本次比賽出奇地僅有八匹賽駒參與。比賽開始後，其保持於先頭第三的位置推進，並於比賽途中保持穩定的速度。進入直路後，雖然面對變爲大爛地的賽道，但其仍然可以於先頭位置衝出加速，最終不斷衝刺之下拋離Born King 5馬位勝出，亦戰勝日後的菊花賞冠軍曼城茶座。
4月15日出戰皋月賞，因此前無敵的表現以壓倒性的1.3倍獨贏賠率獲得第一人氣。比賽開始後，其處於約莫第四的有利位置推進，進入直路後隨即爆發末腳衝刺，超越前方賽駒後繼續保持速度，最終成功抵擋後方的烈焰快駒及森林寶穴取得首個一級賽冠軍。
完成皋月賞後，陣營本來安排其出戰東京優駿劍指無敗二冠的目標，但於5月2日被檢查出左前腳患有肌腱炎需要休養，因而避戰打吡。
其後於北海道千歲市社台牧場放草休養，但於8月時因情況未見好轉，陣營最終決定安排其退役，並於9月30日在阪神競馬場舉行退役儀式。

### 詳細賽績
| 日期       | 舉辦國家 | 馬場 | 距離               | 級別 | 賽事名稱 | 負重 | 騎師   | 馬號 | 出馬 | 名次 | 時間   | 頭馬（二馬）    |
| ---------- | -------- | ---- | ------------------ | ---- | -------- | ---- | ------ | ---- | ---- | ---- | ------ | --------------- |
| 2/12/2000  | 日本     | 阪神 | 3歲新馬            |      | 草2000   | 54   | 河内洋 | 4    | 10   | 1    | 2:04.3 | （Rebroadcast） |
| 23/12/2000 | 日本     | 阪神 | 短波電台盃三歲錦標 | GIII | 草2000   | 54   | 河内洋 | 2    | 12   | 1    | 2:00.8 | （森林寶穴）    |
| 3/4/2001   | 日本     | 中山 | 彌生賞             | GII  | 草2000   | 55   | 河内洋 | 1    | 8    | 1    | 2:05.7 | （Born King）   |
| 15/4/2001  | 日本     | 中山 | 皋月賞             | GI   | 草2000   | 57   | 河内洋 | 7    | 18   | 1    | 2:00.3 | （烈焰快駒）    |

a 
由2001年開始，日本跟隨國際馬齡顯示標準，以實歲標記馬匹

## 退役後
退役後，愛麗速子成爲了配種馬，於北海道早來町（今安平町）社台Stallion Station休養，在2002年進行配種。首批子嗣於2003年出生。首批子嗣可於2005年出賽。9月4日，Shonan Tachyon在新潟兩歲錦標取勝，成爲首匹勝出分級賽的子嗣。2006年5月7日，Logic於NHK一哩賽取勝，成爲首批勝出一級賽的愛麗速子子嗣。縱觀其配種生涯，其成功產出多匹分級賽優勝子嗣，令其於父系週日寧靜在2002年死亡後成爲此種馬系統的接班人。
2009年6月22日於休養地因急性心臟衰竭死亡，享年11歲。

### 主要子嗣

#### 一級賽優勝子嗣
粗體字為一級賽
2003年生
- Logic（NHK一哩賽）

2004年生
- 大和赤驥（櫻花賞、玫瑰錦標、秋華賞、女皇伊利沙伯二世盃、產經大阪盃、有馬紀念）

2005年生
- Little Amapola（皇后盃、女皇伊利沙伯二世盃、愛知盃）
- 北國隊長（每日盃兩歲錦標、皋月賞、兩次朝日挑戰盃）
- 天空深處（每日盃、NHK一哩賽、東京優駿、神戶新聞盃）

2008年生
- Reve d'Essor（每日盃兩歲錦標、阪神兩歲牝馬錦標、鬱金香賞）

#### 分級賽優勝子嗣
2003年生
- Lanzarote（子犬座錦標）
- Shonan Tachyon（新潟兩歲錦標）

2004年生
- 喜氣滿盈（彌生賞、京都紀念）
- Shonan Talent（百花盃）
- Meine Canna（福島牝馬錦標）

2005年生
- Admire Commando（青葉賞）
- 大和野豚（聖烈特紀念）
- Rainbow Pegasus（如月賞、關屋紀念）
- 小林神宮（目黑紀念）

2006年生
- Hikaru Amaranthus（京都牝馬錦標）
- I Am Kamino Mago（阪神牝馬錦標）
- Germinal（妖精錦標）
- 寶黛大道（玫瑰錦標）

2007年生
- Sunrise Prince（新西蘭盃）
- 北歐神劍（每日盃兩歲錦標、天鵝錦標）
- Quark Star（聖烈特紀念）

2008年生
- 紅樂手（新山紀念、每日盃、鳴尾紀念）
- 北方之河（雅靈頓盃、亮星錦標、東京短途錦標、兩次埼玉盃、東京盃）
- I Am Actress（麒麟錦標）

2009年生
- Sound of Heart（阪神牝馬錦標）
- Osumi Ichiban（兵庫冠軍錦標、大尾光紀念）
- 雄偉駒（札幌兩歲錦標、春季錦標、七夕賞）
- Red Claudia（女皇賞）
- Omega Heartland（百花盃）

2010年生
- 摩西山（榆樹錦標）
- 天行赤駿（讀賣盃、關屋紀念）

## 血統簡介
父系週日寧靜是美國三冠賽雙軍馬，退役後在日本配種，在日本馬壇相當成功，贏得多項分級賽事，其子嗣贏得巨額獎金。連續12年成為日本冠軍種馬。祖父Halo爲美國賽駒，曾贏得一級賽冠軍，爲美國冠軍種馬。
母系愛麗花爲日本賽駒，生涯戰績優秀，曾於1990年勝出櫻花賞。外祖父Royal Ski爲美國賽駒，生涯戰績優秀，曾勝出一級賽桂冠未來錦標。

### 血統表
| 父線：週日寧靜系（Halo系）     |                             |                 |               |
| 種馬 週日寧靜 1986年（棕色）   | Halo 1969年（棕色）         | Hail to Reason  | Turn-to       |
| 種馬 週日寧靜 1986年（棕色）   | Halo 1969年（棕色）         | Hail to Reason  | Nothirdchance |
| 種馬 週日寧靜 1986年（棕色）   | Halo 1969年（棕色）         | Cosmah          | Cosmic Bomb   |
| 種馬 週日寧靜 1986年（棕色）   | Halo 1969年（棕色）         | Cosmah          | Almahmoud     |
| 種馬 週日寧靜 1986年（棕色）   | Wishing Well 1975年（棗色） | Understanding   | Promised Land |
| 種馬 週日寧靜 1986年（棕色）   | Wishing Well 1975年（棗色） | Understanding   | Pretty Ways   |
| 種馬 週日寧靜 1986年（棕色）   | Wishing Well 1975年（棗色） | Mountain Flower | Montparnasse  |
| 種馬 週日寧靜 1986年（棕色）   | Wishing Well 1975年（棗色） | Mountain Flower | Edelweiss     |
| 繁殖雌馬 愛麗花 1987年（棗色） | Royal Ski 1974年（栗色）    | Raja Baba       | 勇者帝王      |
| 繁殖雌馬 愛麗花 1987年（棗色） | Royal Ski 1974年（栗色）    | Raja Baba       | Missy Baba    |
| 繁殖雌馬 愛麗花 1987年（棗色） | Royal Ski 1974年（栗色）    | Coz Onijinsky   | Involvement   |
| 繁殖雌馬 愛麗花 1987年（棗色） | Royal Ski 1974年（栗色）    | Coz Onijinsky   | Gleam         |
| 繁殖雌馬 愛麗花 1987年（棗色） | Agens Lady 1976年（棗色）   | Remand          | Alcide        |
| 繁殖雌馬 愛麗花 1987年（棗色） | Agens Lady 1976年（棗色）   | Remand          | Admonish      |
| 繁殖雌馬 愛麗花 1987年（棗色） | Agens Lady 1976年（棗色）   | Ikoma Eikan     | Sallymount    |
| 繁殖雌馬 愛麗花 1987年（棗色） | Agens Lady 1976年（棗色）   | Ikoma Eikan     | Heatherlands  |
| 雌系：號族：1-l                |                             |                 |               |
| 五代內近親交配：無             |                             |                 |               |

## 命名由來
名字中，Agnes（アグネス）是馬主渡邊孝男的冠名，出自其千金喜愛的著名華人歌星陳美齡的英文名字，香港取音譯，將其翻譯为「愛麗」，Tachyon（タキオン）則是相對論中衍生出的假想粒子「速子」。

## 外部連結
- 愛麗速子 netkeiba.com （页面存档备份，存于）
- 血統表 （页面存档备份，存于）